# Sora (kommun i Spanien)
Sora är en kommun i Spanien.   Den ligger i provinsen Província de Barcelona och regionen Katalonien, i den östra delen av landet, 500 km öster om huvudstaden Madrid. Antalet invånare är 180. Arean är 32 kvadratkilometer. Sora gränsar till Alpens, Les Llosses, Montesquiu, Sant Quirze de Besora, Orís, Sant Boi de Lluçanès och Sant Agustí de Lluçanès. 
Terrängen i Sora är kuperad åt nordost, men åt sydväst är den platt.